# داميان آدامز
داميان آدامز (بالإنجليزية: Damian Adams)‏ هو مصارع هاوي أمريكي، ولد في 11 أكتوبر 1978 في ذا برونكس في الولايات المتحدة.

## روابط خارجية
- داميان آدامز على موقع CageMatch worker (الإنجليزية)